# Konec vojne
Konec vojne (srbsko Kraj rata, Крај рата) je jugoslovanski vojni film iz leta 1984, ki ga je režiral Dragan Kresoja po scenariju Gordana Mihića. V glavnih vlogah nastopajo Bata Živojinović, Marko Ratić in Gorica Popović. Zgodba prikazuje maščevanje invalidnega očeta Baja (Živojinović) in sina Vukoleja (Ratić) za mučenje in smrt svoje žene in matere petim pripadnikom Ustašev ob koncu druge svetovne vojne. 
Film je bil premierno prikazan 9. julija 1984 v jugoslovanskih kinematografih in je naletel na dobre ocene kritikov. Izbran je bil za jugoslovanskega kandidata za oskarja za najboljši mednarodni celovečerni film na 57. podelitvi, toda ni prišel v ožji izbor.

## Vloge
- Bata Živojinović kot Bajo Lazarević
- Marko Ratić kot Vukole Lazarević
- Gorica Popović kot Milka Lazarević
- Neda Arnerić kot Nadica Vukelić
- Aleksandar Berček kot Bora Živaljević
- Radko Polič kot Kristijan
- Miroljub Lešo kot Jozo
- Bogdan Diklić kot Alojzije Zadro
- Josif Tatić kot Hasko
- Miloš Kandić kot Vijuk
- Milivoje Tomić kot starec